# Megumi Takase
Megumi Takase (高瀬 愛実 (Takase Magumi?); Kitami, 10 novembre 1990) è una calciatrice giapponese, attaccante dell'INAC Kobe Leonessa.
Vincitrice in carriera di vari titoli, ha vestito anche la maglia della nazionale giapponese tra il 2010 e il 2016 vincendo, tra l'altro, una Coppa del Mondo nell'edizione di Germania 2011.

## Biografia
È sorella del calciatore Akira Takase.

## Carriera

### Club
Takase è nata a Kitami il 10 novembre 1990. Dopo essersi diplomata al liceo, è entrata nel 2009 nella squadra dell'INAC Kobe Leonessa. Nella sua prima stagione a Kobe è stata premiata come miglior giovane giocatrice.
Nel 2012, ha segnato 20 gol in 18 partite, diventando capocannoniere del campionato.

### Nazionale
Il 15 gennaio 2010, Takase ha debuttato con la nazionale giapponese contro il Cile. A luglio è stata selezionata per la nazionale giapponese U-20 per la Coppa del Mondo U-20 del 2010.
È stata membro del team giapponese ai Mondiali del 2011 e alle Olimpiadi estive del 2012. Il Giappone ha vinto il campionato ai Mondiali del 2011 e la medaglia d'argento alle Olimpiadi estive del 2012.
In Asia ha partecipato ai Giochi asiatici del 2010 e alla Coppa d'Asia del 2014. Il Giappone ha vinto il campionato in entrambi i tornei. Takase ha giocato 61 partite e ha segnato 9 gol per il Giappone fino al 2016.

## Statistiche

### Presenze e reti nei club
| Presenze           | Stagione        | Lega             | Lega     | Lega | Coppa Nazionale | Coppa Nazionale | Coppa di Lega | Coppa di Lega | Totale   | Totale |
| Presenze           | Stagione        | Divisione        | Presenze | Reti | Presenze        | Reti            | Presenze      | Reti          | Presenze | Reti   |
| ------------------ | --------------- | ---------------- | -------- | ---- | --------------- | --------------- | ------------- | ------------- | -------- | ------ |
| INAC Kobe Leonessa | 2009            | Nadeshiko League | 19       | 16   | 3               | 1               | -             | -             | 22       | 17     |
| INAC Kobe Leonessa | 2010            | Nadeshiko League | 18       | 8    | 4               | 3               | 3             | 1             | 25       | 12     |
| INAC Kobe Leonessa | 2011            | Nadeshiko League | 15       | 2    | 4               | 3               | -             | -             | 19       | 5      |
| INAC Kobe Leonessa | 2012            | Nadeshiko League | 18       | 20   | 4               | 1               | 6             | 2             | 28       | 23     |
| INAC Kobe Leonessa | 2013            | Nadeshiko League | 13       | 6    | 4               | 5               | 9             | 4             | 26       | 15     |
| INAC Kobe Leonessa | 2014            | Nadeshiko League | 28       | 19   | 2               | 1               | -             | -             | 30       | 20     |
| INAC Kobe Leonessa | 2015            | Nadeshiko League | 16       | 7    | 4               | 3               | -             | -             | 20       | 10     |
| INAC Kobe Leonessa | 2016            | Nadeshiko League | 18       | 3    | 5               | 1               | 8             | 4             | 31       | 8      |
| INAC Kobe Leonessa | 2017            | Nadeshiko League | 18       | 5    | 2               | 1               | 9             | 1             | 29       | 7      |
| INAC Kobe Leonessa | 2018            | Nadeshiko League | 18       | 6    | 5               | 2               | 9             | 2             | 31       | 10     |
| INAC Kobe Leonessa | 2019            | Nadeshiko League | 18       | 1    | 4               | 2               | 10            | 0             | 32       | 3      |
| INAC Kobe Leonessa | 2020            | Nadeshiko League | 14       | 3    | 3               | 2               | -             | -             | 17       | 5      |
| INAC Kobe Leonessa | 2021-2022       | WE League        | 19       | 4    | 1               | 0               | -             | -             | 20       | 4      |
| INAC Kobe Leonessa | 2022-2023       | WE League        | 6        | 4    | 4               | 1               | 4             | 0             | 14       | 5      |
| Totale carriera    | Totale carriera | Totale carriera  | 238      | 104  | 49              | 26              | 58            | 14            | 345      | 145    |

### Cronologia presenze e reti in nazionale
| Cronologia completa delle presenze e delle reti in nazionale ― Giappone | Cronologia completa delle presenze e delle reti in nazionale ― Giappone | Cronologia completa delle presenze e delle reti in nazionale ― Giappone | Cronologia completa delle presenze e delle reti in nazionale ― Giappone | Cronologia completa delle presenze e delle reti in nazionale ― Giappone | Cronologia completa delle presenze e delle reti in nazionale ― Giappone | Cronologia completa delle presenze e delle reti in nazionale ― Giappone | Cronologia completa delle presenze e delle reti in nazionale ― Giappone |
| Data                                                                    | Città                                                                   | In casa                                                                 | Risultato                                                               | Ospiti                                                                  | Competizione                                                            | Reti                                                                    | Note                                                                    |
| ----------------------------------------------------------------------- | ----------------------------------------------------------------------- | ----------------------------------------------------------------------- | ----------------------------------------------------------------------- | ----------------------------------------------------------------------- | ----------------------------------------------------------------------- | ----------------------------------------------------------------------- | ----------------------------------------------------------------------- |
| 15-1-2010                                                               | Coquimbo                                                                | Giappone                                                                | 1 – 1                                                                   | Cile                                                                    | Bicentennial Women's Cup                                                | -                                                                       |                                                                         |
| 21-1-2010                                                               | Coquimbo                                                                | Giappone                                                                | 4 – 2                                                                   | Colombia                                                                | Bicentennial Women's Cup                                                | 1                                                                       |                                                                         |
| 23-1-2010                                                               | Coquimbo                                                                | Giappone                                                                | 3 – 0                                                                   | Argentina                                                               | Bicentennial Women's Cup                                                | -                                                                       |                                                                         |
| 11-2-2010                                                               | Tokyo                                                                   | Giappone                                                                | 3 – 0                                                                   | Taipei cinese                                                           | Coppa dell'Asia orientale                                               | 1                                                                       |                                                                         |
| 13-2-2010                                                               | Tokyo                                                                   | Giappone                                                                | 2 – 1                                                                   | Corea del Sud                                                           | Coppa dell'Asia orientale                                               | -                                                                       |                                                                         |
| 8-5-2010                                                                | Nagano                                                                  | Giappone                                                                | 4 – 0                                                                   | Messico                                                                 | Amichevole                                                              | 1                                                                       |                                                                         |
| 20-5-2010                                                               | Chengdu                                                                 | Giappone                                                                | 8 – 0                                                                   | Birmania                                                                | Coppa d'Asia 2010                                                       | -                                                                       |                                                                         |
| 22-5-2010                                                               | Chengdu                                                                 | Giappone                                                                | 4 – 0                                                                   | Thailandia                                                              | Coppa d'Asia 2010                                                       | 1                                                                       |                                                                         |
| 14-11-2010                                                              | Canton                                                                  | Giappone                                                                | 4 – 0                                                                   | Thailandia                                                              | Giochi asiatici                                                         | -                                                                       |                                                                         |
| 18-11-2010                                                              | Canton                                                                  | Giappone                                                                | 0 – 0                                                                   | Corea del Nord                                                          | Giochi asiatici                                                         | -                                                                       |                                                                         |
| 20-11-2010                                                              | Canton                                                                  | Giappone                                                                | 1 – 0                                                                   | Cina                                                                    | Giochi asiatici                                                         | -                                                                       |                                                                         |
| 22-11-2010                                                              | Canton                                                                  | Giappone                                                                | 1 – 0                                                                   | Corea del Nord                                                          | Giochi asiatici                                                         | -                                                                       |                                                                         |
| 2-3-2011                                                                | Algarve                                                                 | Giappone                                                                | 1 – 2                                                                   | Stati Uniti                                                             | Algarve Cup 2011                                                        | -                                                                       |                                                                         |
| 7-3-2011                                                                | Algarve                                                                 | Giappone                                                                | 1 – 0                                                                   | Norvegia                                                                | Algarve Cup 2011                                                        | -                                                                       |                                                                         |
| 9-3-2011                                                                | Algarve                                                                 | Giappone                                                                | 2 – 1                                                                   | Svezia                                                                  | Algarve Cup 2011                                                        | -                                                                       |                                                                         |
| 14-5-2011                                                               | Columbus                                                                | Stati Uniti                                                             | 2 – 0                                                                   | Giappone                                                                | Amichevole                                                              | -                                                                       |                                                                         |
| 13-7-2011                                                               | Francoforte sul Meno                                                    | Giappone                                                                | 3 – 1                                                                   | Svezia                                                                  | Mondiali 2011                                                           | -                                                                       |                                                                         |
| 1-9-2011                                                                | Shandong                                                                | Giappone                                                                | 3 – 0                                                                   | Thailandia                                                              | Qual. Olimpiadi                                                         | -                                                                       |                                                                         |
| 11-9-2011                                                               | Jinan                                                                   | Giappone                                                                | 1 – 0                                                                   | Cina                                                                    | Qual. Olimpiadi                                                         | -                                                                       |                                                                         |
| 29-2-2012                                                               | Algarve                                                                 | Giappone                                                                | 2 – 1                                                                   | Norvegia                                                                | Algarve Cup 2012                                                        | -                                                                       |                                                                         |
| 2-3-2012                                                                | Algarve                                                                 | Giappone                                                                | 2 – 0                                                                   | Danimarca                                                               | Algarve Cup 2012                                                        | -                                                                       |                                                                         |
| 5-3-2012                                                                | Algarve                                                                 | Giappone                                                                | 1 – 0                                                                   | Stati Uniti                                                             | Algarve Cup 2012                                                        | 1                                                                       |                                                                         |
| 7-3-2012                                                                | Algarve                                                                 | Giappone                                                                | 3 – 4                                                                   | Germania                                                                | Algarve Cup 2012                                                        | -                                                                       |                                                                         |
| 5-4-2012                                                                | Kōbe                                                                    | Giappone                                                                | 4 – 1                                                                   | Brasile                                                                 | Amichevole                                                              | -                                                                       |                                                                         |
| 18-6-2012                                                               | Halmstad                                                                | Giappone                                                                | 1 – 4                                                                   | Stati Uniti                                                             | Amichevole                                                              | -                                                                       |                                                                         |
| 20-6-2012                                                               | Göteborg                                                                | Giappone                                                                | 1 – 0                                                                   | Svezia                                                                  | Amichevole                                                              | -                                                                       |                                                                         |
| 11-7-2012                                                               | Tokyo                                                                   | Giappone                                                                | 3 – 0                                                                   | Australia                                                               | Amichevole                                                              | -                                                                       |                                                                         |
| 31-7-2012                                                               | Cardiff                                                                 | Giappone                                                                | 0 – 0                                                                   | Sudafrica                                                               | Olimpiadi 2012                                                          | -                                                                       |                                                                         |
| 3-8-2012                                                                | Cardiff                                                                 | Giappone                                                                | 2 – 0                                                                   | Brasile                                                                 | Olimpiadi 2012                                                          | -                                                                       |                                                                         |
| 6-3-2013                                                                | Algarve                                                                 | Giappone                                                                | 0 – 2                                                                   | Norvegia                                                                | Algarve Cup 2013                                                        | -                                                                       |                                                                         |
| 8-3-2013                                                                | Algarve                                                                 | Giappone                                                                | 1 – 2                                                                   | Germania                                                                | Algarve Cup 2013                                                        | -                                                                       |                                                                         |
| 11-3-2013                                                               | Algarve                                                                 | Giappone                                                                | 2 – 0                                                                   | Danimarca                                                               | Algarve Cup 2013                                                        | -                                                                       |                                                                         |
| 13-3-2013                                                               | Algarve                                                                 | Giappone                                                                | 1 – 0                                                                   | Cina                                                                    | Algarve Cup 2013                                                        | -                                                                       |                                                                         |
| 25-7-2013                                                               | Hwaseong                                                                | Giappone                                                                | 0 – 0                                                                   | Corea del Nord                                                          | Coppa dell'Asia orientale                                               | -                                                                       |                                                                         |
| 22-9-2013                                                               | Nagasaki                                                                | Giappone                                                                | 2 – 0                                                                   | Nigeria                                                                 | Amichevole                                                              | -                                                                       |                                                                         |
| 5-3-2014                                                                | Algarve                                                                 | Giappone                                                                | 1 – 1                                                                   | Stati Uniti                                                             | Algarve Cup 2014                                                        | -                                                                       |                                                                         |
| 7-3-2014                                                                | Algarve                                                                 | Giappone                                                                | 1 – 0                                                                   | Danimarca                                                               | Algarve Cup 2014                                                        | -                                                                       |                                                                         |
| 10-3-2014                                                               | Algarve                                                                 | Giappone                                                                | 2 – 1                                                                   | Svezia                                                                  | Algarve Cup 2014                                                        | -                                                                       |                                                                         |
| 12-3-2014                                                               | Algarve                                                                 | Giappone                                                                | 0 – 3                                                                   | Germania                                                                | Algarve Cup 2014                                                        | -                                                                       |                                                                         |
| 8-5-2014                                                                | Osaka                                                                   | Giappone                                                                | 2 – 1                                                                   | Nuova Zelanda                                                           | Amichevole                                                              | 1                                                                       |                                                                         |
| 14-5-2014                                                               | Ho Chi Minh                                                             | Giappone                                                                | 2 – 2                                                                   | Australia                                                               | Coppa d'Asia 2014                                                       | -                                                                       |                                                                         |
| 16-5-2014                                                               | Ho Chi Minh                                                             | Giappone                                                                | 4 – 0                                                                   | Vietnam                                                                 | Coppa d'Asia 2014                                                       | -                                                                       |                                                                         |
| 18-5-2014                                                               | Thủ Dầu Một                                                             | Giappone                                                                | 7 – 0                                                                   | Giordania                                                               | Coppa d'Asia 2014                                                       | -                                                                       |                                                                         |
| 22-5-2014                                                               | Ho Chi Minh                                                             | Giappone                                                                | 2 – 1                                                                   | Cina                                                                    | Coppa d'Asia 2014                                                       | -                                                                       |                                                                         |
| 25-5-2014                                                               | Ho Chi Minh                                                             | Giappone                                                                | 1 – 0                                                                   | Australia                                                               | Coppa d'Asia 2014                                                       | -                                                                       |                                                                         |
| 13-9-2014                                                               | Yamagata                                                                | Giappone                                                                | 5 – 0                                                                   | Ghana                                                                   | Amichevole                                                              | 2                                                                       |                                                                         |
| 15-9-2014                                                               | Incheon                                                                 | Giappone                                                                | 0 – 0                                                                   | Cina                                                                    | Giochi asiatici                                                         | -                                                                       |                                                                         |
| 26-9-2014                                                               | Hwaseong                                                                | Giappone                                                                | 9 – 0                                                                   | Hong Kong                                                               | Giochi asiatici                                                         | 1                                                                       |                                                                         |
| 29-9-2014                                                               | Incheon                                                                 | Giappone                                                                | 3 – 0                                                                   | Vietnam                                                                 | Giochi asiatici                                                         | -                                                                       |                                                                         |
| 1-10-2014                                                               | Incheon                                                                 | Giappone                                                                | 1 – 3                                                                   | Corea del Nord                                                          | Giochi asiatici                                                         | -                                                                       |                                                                         |
| 25-10-2014                                                              | Edmonton                                                                | Giappone                                                                | 3 – 0                                                                   | Canada                                                                  | Amichevole                                                              | -                                                                       |                                                                         |
| 28-10-2014                                                              | Vancouver                                                               | Giappone                                                                | 3 – 2                                                                   | Canada                                                                  | Amichevole                                                              | -                                                                       |                                                                         |
| 4-3-2015                                                                | Algarve                                                                 | Giappone                                                                | 1 – 2                                                                   | Danimarca                                                               | Algarve Cup 2015                                                        | -                                                                       |                                                                         |
| 6-3-2015                                                                | Algarve                                                                 | Giappone                                                                | 3 – 0                                                                   | Portogallo                                                              | Algarve Cup 2015                                                        | -                                                                       |                                                                         |
| 9-3-2015                                                                | Algarve                                                                 | Giappone                                                                | 1 – 3                                                                   | Francia                                                                 | Algarve Cup 2015                                                        | -                                                                       |                                                                         |
| 11-3-2015                                                               | Algarve                                                                 | Giappone                                                                | 2 – 0                                                                   | Islanda                                                                 | Algarve Cup 2015                                                        | -                                                                       |                                                                         |
| 1-8-2015                                                                | Wuhan                                                                   | Giappone                                                                | 2 – 4                                                                   | Corea del Nord                                                          | Coppa dell'Asia orientale                                               | -                                                                       |                                                                         |
| 8-8-2015                                                                | Wuhan                                                                   | Giappone                                                                | 2 – 0                                                                   | Cina                                                                    | Coppa dell'Asia orientale                                               | -                                                                       |                                                                         |
| 4-3-2016                                                                | Osaka                                                                   | Giappone                                                                | 1 – 2                                                                   | Cina                                                                    | Qual. Olimpiadi                                                         | -                                                                       |                                                                         |
| 7-3-2016                                                                | Osaka                                                                   | Giappone                                                                | 6 – 1                                                                   | Vietnam                                                                 | Qual. Olimpiadi                                                         | -                                                                       |                                                                         |
| 9-3-2016                                                                | Osaka                                                                   | Giappone                                                                | 1 – 0                                                                   | Corea del Nord                                                          | Qual. Olimpiadi                                                         | -                                                                       |                                                                         |
| Totale                                                                  |                                                                         | Presenze                                                                | 61                                                                      |                                                                         | Reti                                                                    | 9                                                                       |                                                                         |

## Palmarès

### Club

#### Competizioni nazionali
- Campionato giapponese: 3

INAC Kobe Leonessa: 2011, 2012, 2013
- Coppa dell'Imperatrice: 7

INAC Kobe Leonessa: 2010, 2011, 2012, 2013, 2015, 2016, 2023
- Nadeshiko League Cup: 1

INAC Kobe Leonessa: 2013

#### Competizioni internazionali
- Campionato femminile di Lega giapponese e sudcoreana: 1

INAC Kobe Leonessa: 2012
- Campionato internazionale femminile per club: 1

INAC Kobe Leonessa: 2013

### Nazionale
- Campionato mondiale: 1

2011
- Giochi asiatici: 1

2010
- Coppa dell'Asia orientale: 1

2010
- Campionato asiatico under 19: 1

2009